# Virginia Wade
Sarah Virginia Wade OBE (Bournemouth, Dorset, 10 de juliol de 1945) és una extennista professional britànica. Va guanyar tres títols de Grand Slam individuals i quatre més en dobles. És l'única tennista britànica que ha guanyat els quatre Grand Slams. Va arribar a ocupar el segon lloc del rànquing individual i el primer en dobles.
Després d'haver-se retirat del tennis competitiu ha treballat com a entrenadora i com a analista i comentarista de tennis per la BBC i Eurosport.

## Biografia
Nascuda a Bournemouth (Anglaterra), Wade va aprendre a jugar a tennis a Sud-àfrica perquè els seus pares es van traslladar a aquest país quan tenia un any perquè el seu pare fou nomenat ardiaca de Durban. La seva família va tornar a Anglaterra quan tenia 15 anys, i va assistir a les escoles Tunbridge Wells Girls' Grammar School i Talbot Heath School. Posteriorment va estudiar Matemàtiques i Física a la Universitat de Sussex, on es va graduar l'any 1966.
A partir del 1981, malgrat que encara no s'havia retirat del tennis professional, Wade va treballar com a reportera d'esdeveniments tennístics per la BBC. L'any següent va esdevenir la primera dona elegida per formar part del Wimbledon Committee. El 1986 fou condecorada amb la distinció d'Oficial del Molt Excel·lent Orde de l'Imperi Britànic (OBE). En el 1989 fou admesa en l'International Tennis Hall of Fame de Newport (Rhode Island).

## Torneigs de Grand Slam

### Individual: 3 (3−0)
| Resultat | Núm. | Any  | Torneig          | Oponent          | Marcador      |
| -------- | ---- | ---- | ---------------- | ---------------- | ------------- |
| Campiona | 1.   | 1968 | US Open          | Billie Jean King | 6−4, 6−2      |
| Campiona | 2.   | 1972 | Wimbledon        | Evonne Goolagong | 6−4, 6−4      |
| Campiona | 3.   | 1977 | Open d'Austràlia | Betty Stöve      | 4−6, 6−3, 6−1 |

### Dobles: 10 (4−6)
| Resultat  | Núm. | Any  | Torneig          | Parella        | Oponents                          | Marcador         |
| --------- | ---- | ---- | ---------------- | -------------- | --------------------------------- | ---------------- |
| Finalista | 1.   | 1969 | US Open          | Margaret Court | Françoise Dürr Darlene Hard       | 6−0, 4−6, 4−6    |
| Finalista | 2.   | 1970 | Wimbledon        | Françoise Dürr | Rosie Casals Billie Jean King     | 2−6, 3−6         |
| Finalista | 3.   | 1970 | US Open (2)      | Rosie Casals   | Margaret Court Judy Tegart Dalton | 3−6, 4−6         |
| Finalista | 4.   | 1972 | US Open (3)      | Margaret Court | Françoise Dürr Betty Stöve        | 3−6, 6−1, 3−6    |
| Campiona  | 1.   | 1973 | Open d'Austràlia | Margaret Court | Kerry Harris Kerry Melville       | 6−4, 6−4         |
| Campiona  | 2.   | 1973 | Roland Garros    | Margaret Court | Françoise Dürr Betty Stöve        | 6−2, 6−3         |
| Campiona  | 3.   | 1973 | US Open          | Margaret Court | Rosie Casals Billie Jean King     | 2−6, 6−3, 7−5    |
| Campiona  | 4.   | 1975 | US Open (2)      | Margaret Court | Rosie Casals Billie Jean King     | 7−5, 2−6, 7−6(5) |
| Finalista | 5.   | 1976 | US Open (4)      | Olga Morozova  | Linky Boshoff Ilana Kloss         | 1−6, 4−6         |
| Finalista | 6.   | 1979 | Roland Garros    | Françoise Dürr | Betty Stöve Wendy Turnbull        | 6−3, 5−7, 4−6    |

## Carrera esportiva
Virginia Wade va competir en l'era amateur del tennis i en l'Era Open iniciada que va començar l'any 1968. Va guanyar els primers títols com a amateur i va esdevenir professional coincidint amb l'inici de l'Era Open. De fet, va guanyar el primer títol de Grand Slam en la primera edició del US Open derrotant a Billie Jean King en la final. No va guanyar el segon títol fins a la temporada 1972 a l'Australian Open superant a Evonne Goolagong Cawley, i l'últim a Wimbledon contra Betty Stöve (1977), en la setzena ocasió que participava en aquest torneig. Fou una edició rodona, ja que celebraven el centenari del torneig i el 25è aniversari del regnat de la reina Elisabet II, que assistia al torneig per primera vegada. Al llarg de la seva carrera va conquerir 55 títols professionals en categoria individual. Va competir en el circuit professional duran 26 anys i es va retirar l'any 1985.
En categoria de dobles va guanyar quatre títols de Grand Slam amb l'australiana Margaret Court d'un total de 10 finals disputades.
A partir de 1981, malgrat que encara estava en actiu, Wade va començar a fer funcions de comentarista de tennis per la BBC.

## Trajectòria

### Individual
| Torneig                | 1962 | 1963 | 1964 | 1965 | 1966 | 1967 | 1968 | 1969 | 1970 | 1971 | 1972 | 1973 | 1974 | 1975 | 1976 | 1977 | 1977 | 1978 | 1979 | 1980 | 1981 | 1982 | 1983 | 1984 | 1985 | Títols |  |
| ---------------------- | ---- | ---- | ---- | ---- | ---- | ---- | ---- | ---- | ---- | ---- | ---- | ---- | ---- | ---- | ---- | ---- | ---- | ---- | ---- | ---- | ---- | ---- | ---- | ---- | ---- | ------ |  |
| Open d'Austràlia       | A    | A    | A    | A    | A    | A    | A    | A    | A    | A    | G    | QF   | A    | A    | A    | A    | A    | A    | A    | A    | A    | A    | 2R   | 2R   | 2R   | 1 / 5  |  |
| Roland Garros          | A    | A    | A    | A    | A    | 4R   | A    | 2R   | QF   | 1R   | QF   | 3R   | 2R   | A    | A    | A    | A    | A    | 2R   | 3R   | 4R   | 3R   | 1R   | 1R   | 2R   | 0 / 14 |  |
| Wimbledon              | 2R   | 2R   | 2R   | 4R   | 2R   | QF   | 1R   | 3R   | 4R   | 4R   | QF   | QF   | SF   | QF   | SF   | G    | G    | SF   | QF   | 4R   | 2R   | 2R   | QF   | 3R   | 3R   | 1 / 24 |  |
| US Open                | A    | A    | 4R   | 2R   | QF   | 4R   | G    | SF   | SF   | A    | QF   | QF   | 2R   | SF   | 2R   | QF   | QF   | 3R   | QF   | 3R   | 3R   | 1R   | 2R   | 2R   | A    | 1 / 20 |  |
| Rànquing a final d'any |      |      |      |      |      |      |      |      |      |      |      |      |      | 2    | 3    | 4    | 4    | 4    | 8    | 15   | 30   | 59   | 40   | 61   | 89   |        |  |